# وود آیالو
وود آیالو (انگلیسی: Wude Ayalew؛ زادهٔ ۴ ژوئیه ۱۹۸۷) دونده دو استقامت اهل اتیوپی است.
وی در مسابقات کشوری و بین‌المللی در مجموع برندهٔ ۱ مدال نقره، ۱ مدال برنز شده‌است.